# Da Da Da
Pour l’article homonyme, voir DA dA dA.
Da Da Da est une chanson du groupe allemand Trio sortie en 1981 sur son premier album, et en single en 1982. 
La chanson aux paroles minimalistes et à la mélodie très simple a été un succès en Allemagne, ainsi que dans une trentaine de pays.
Le titre complet (qui est aussi le refrain) est « Da Da Da ich lieb dich nicht du liebst mich nicht aha aha aha », qui peut se traduire par « Là-bas, là-bas, là-bas, je ne t'aime pas tu ne m'aimes pas ».

## Musiciens
- Stephan Remmler (de)[1]
- Gert 'Kralle' Krawinkel (de)
- Peter Behrens (de)
- Instrument : synthétiseur Casio VL-1[2]

## Versions
- Version standard : 3 min 23 s
- Version longue : 6 min 36 s
- Version en public : 1 min 32 s

La chanson a été réutilisée pour la marque Volkswagen quinze ans plus tard, et reprise par le groupe anglais Elastica sur leur album The Menace en 2000.

## Classements
Le titre a connu le succès dans de nombreux pays européens, mais pas particulièrement aux États-Unis.
- Afrique du sud no 1
- Autriche no 1
- Nouvelle Zélande no 1
- Suisse no 1
- Allemagne no 2
- Irlande no 2
- Israël no 2[4]
- Danemark no 2
- Norvège no 2
- Royaume-Uni no 2
- Suède no 2
- Canada top single no 3
- France no 3[5]
- Australie no 4
- Belgique no 4
- Italie no 5
- Espagne no 7
- Pays bas no 7
- États-Unis no 33 [6]